# ويليام ستوكلي
كان ويليام ستوكلي (بالإنجليزية: William Stukeley) عالم الآثار إنجليزي وأحد مؤسسي علم الآثار الميداني، الذي كان رائدا في التحقيق في ستونهنج.

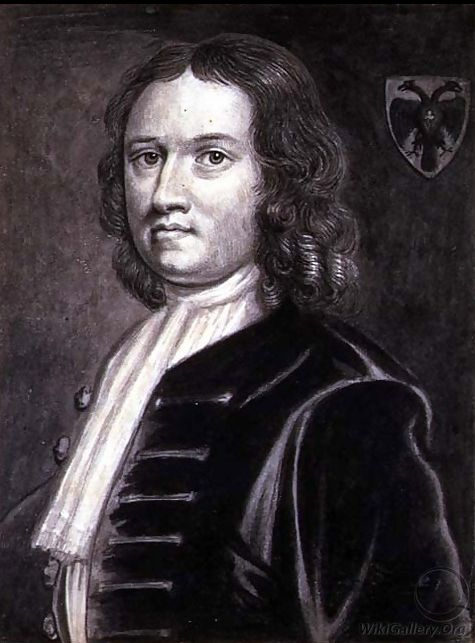
ويليام ستوكلي عام 1735

ولد ويليام ستوكلي في هول بيتش في لينكولنشاير، ودرس الطب في جامعة كامبريدج. في حين لا يزال طالبا بدأ صنع الرسومات الطبوغرافية والمعمارية وكذلك لة اسكتشات في القطع الأثرية التاريخية. وتابع هذا إلى جانب مهنته كطبيب، ونشرت نتائج رحلاته في جميع أنحاء بريطانيا في "Itinerarium Curiosum" في 1724.
قد يكون تدريبه الطبي الذي أعطاه العين الحادة له للمراقبة التفصيلية
في 1718، أصبح السكرتير الأول للجمعية خبراء الآثار في لندن. وتضمنت نشاطاته في مجال الحفريات في ستونهنج وأيفبري، والنتائج التي نشرت في كتابين في عام 1740 و 1743.
و كان مهتما في جوانب أخرى من تاريخ بريطانيا، بما في ذلك قصة روبن هود، وكتب الموسيقى لفلوت وأنتج اطروحات عن الزلازل والموضوعات الطبية. في 1730 تم تعينة باسم النائب على جميع كنائس القديسين في ستامفورد في لينكولنشاير.
توفي ويليام ستوكلي في لندن يوم 3 مارس 1765.

## روابط خارجية
- ويليام ستوكلي على موقع الموسوعة البريطانية (الإنجليزية)
- ويليام ستوكلي على موقع إن إن دي بي (الإنجليزية)